# (54237) Hiroshimanabe
(54237) Hiroshimanabe est un astéroïde de la ceinture principale.

## Description
(54237) Hiroshimanabe est un astéroïde de la ceinture principale. Il fut découvert le 5 mai 2000 à Kuma Kogen par Akimasa Nakamura. Il présente une orbite caractérisée par un demi-grand axe de 3,15 UA, une excentricité de 0,19 et une inclinaison de 10,5° par rapport à l'écliptique.

## Compléments